# Осама ан-Наджейфи
Осама ан-Наджейфи (род. 1956, Мосул) — иракский политик, глава парламента Ирака с ноября 2010 года по июль 2014 года. Он же Осама ан-Нуджейфи.

## Биография
В 1974 году поступил на инженерный факультет университета города Мосул на отделение электроэнергетики, в 1978 года окончил его.
В 1982—1986 годах — главный энергетик в городе Талль-Афар.
В 2005—2006 годах был министром промышленности Ирака. В 2006 году избран членом иракского парламента — Совета представителей Ирака.

### На посту спикера парламента
С ноября 2010 года — спикер парламента.
На фоне обострения напряжённой внутриполитической обстановки в Ираке в конце апреля 2013 года ан-Нуджейфи выступил с требованием отставки правительства Нури аль-Малики.
15 июля 2014 года парламент избрал нового спикера, которым стал Салим аль-Джабури.

### Вице-президент Ирака
В сентябре 2014 года Осама ан-Наджейфи стал вице-президентом Ирака.
В июне 2015 года во время визита в Россию и участия в деятельности ПМЭФ дал интервью арабской редакции канала РТ, в котором заявил, что «Россия способна играть важную роль и даже регулировать баланс сил в современном Ираке».
9 августа 2015 года глава иракского правительства Хайдер аль-Абади в рамках борьбы с коррупцией выступил с инициативой упразднить ряд государственных постов, в том числе, пост вице-президента. Занимавший пост вице-президента ан-Наджейфи заявил на следующий день, что данное упразднение неконституционно. Однако попытка ан-Нуджейфи обжаловать решение правительства в суде не увенчалась успехом.